# Henry Gérard
Henri Paul Gérard, né à Toulouse le 28 avril 1860 et mort à Martigues le 12 août 1925, est un peintre post-impressionniste français. Il modifie légèrement son prénom pour adopter son nom d'artiste Henry Gérard avec lequel il signera ses tableaux et sera connu dans les milieux artistiques. 

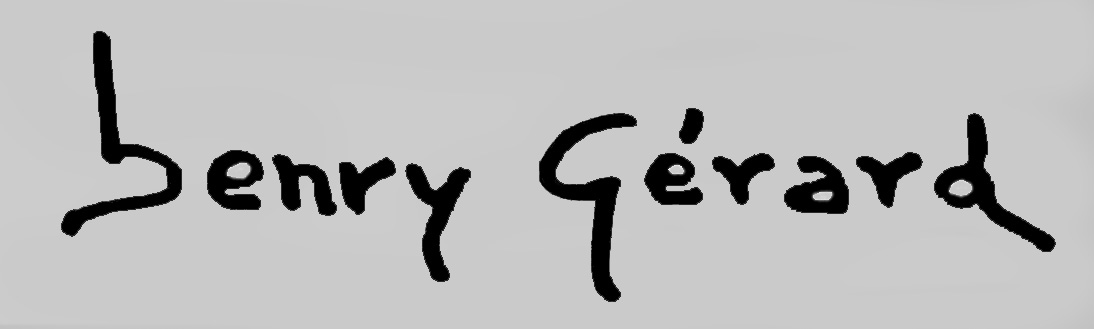
Signature habituelle de Henry Gérard

## Biographie
Henri Paul Gérard est né le 28 avril 1860 à Toulouse, au 48 rue Saint-Joseph, de Paul Gérard (rentier) et de Clara Constance Berruyer (sans profession).
Après avoir fréquenté le lycée de Toulouse, il s'inscrit comme auditeur libre à l'école des beaux-arts de sa ville natale. Ne trouvant probablement pas sa voie immédiatement, il décide de devancer l'appel militaire. La mort de son père le rappelle auprès de sa famille.

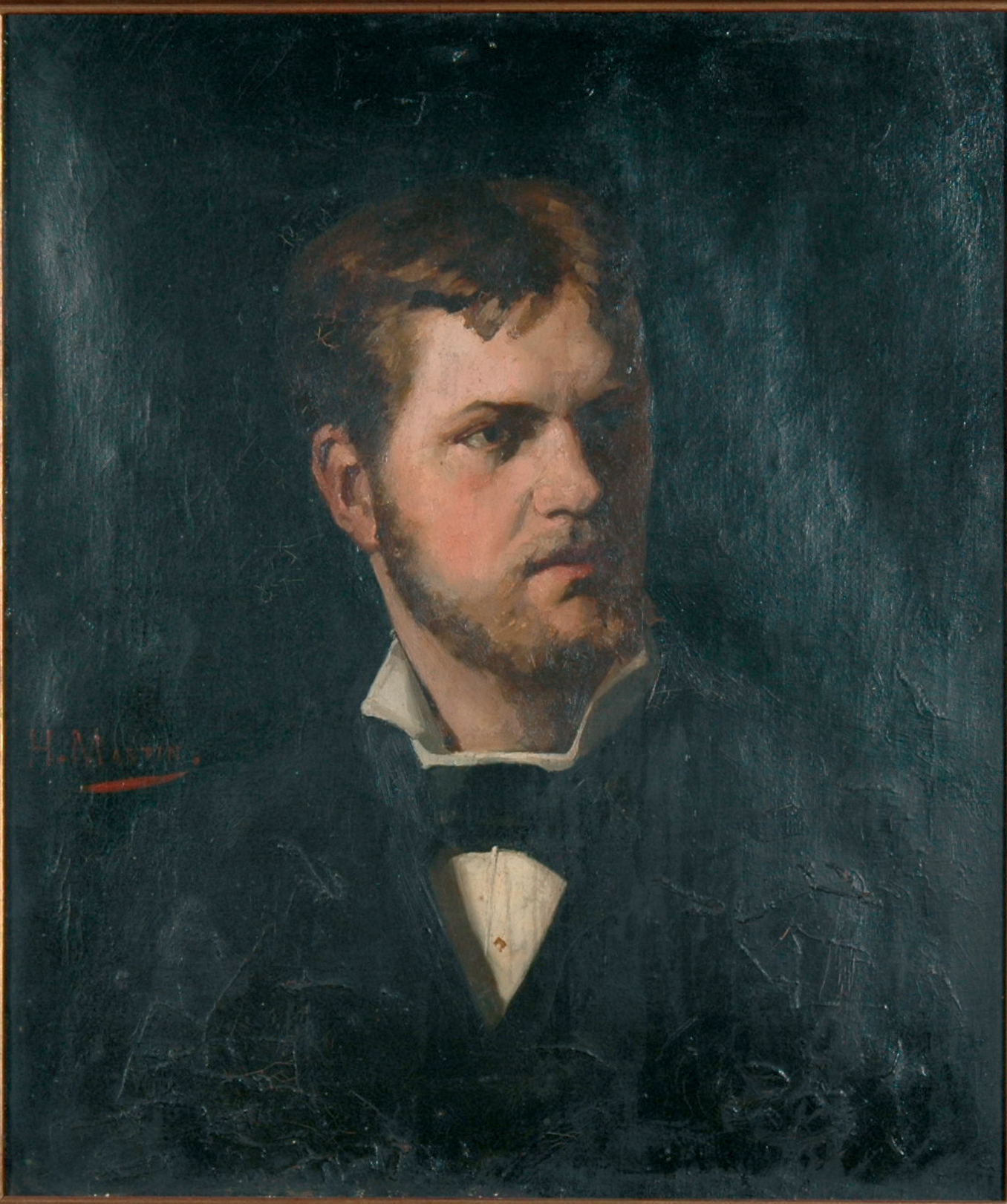
Attribué à Henri Martin, Portrait présumé d'Henry Gérard (vers 1880),

Issu d’une famille bourgeoise, sa fortune lui permet de vivre selon ses goûts. Il décide alors de se consacrer à l’art graphique en acceptant de suivre à Paris ses amis toulousains, et parmi eux, Henri Martin, Paul Gervais, Henri Rachou, François Gauzi. Il rencontre Henri de Toulouse-Lautrec dont il fait un portrait. Il est l’élève de Gustave Boulanger et Jules Lefebvre.
Cet apprentissage accompli, il revient à Toulouse où il fait bâtir un atelier rue du Japon. Il y donnera en 1899, avec ses amis, une exposition de ses œuvres qui fut très appréciée des amateurs toulousains.
Il épouse en premières noces, à Toulouse le 1er juin 1889, Étiennette Marie Laure Malidat. Leur union ne dure pas et leur séparation est prononcée en 1895. Leur divorce est finalement acté en 1898.
Cette fin de siècle marque un tournant dans la vie d'Henry Gérard. Cette rupture familiale et l’attrait des peintres pour la Provence, contribuent à le pousser à poser son chevalet sur les rives de l'étang de Berre, à Martigues.

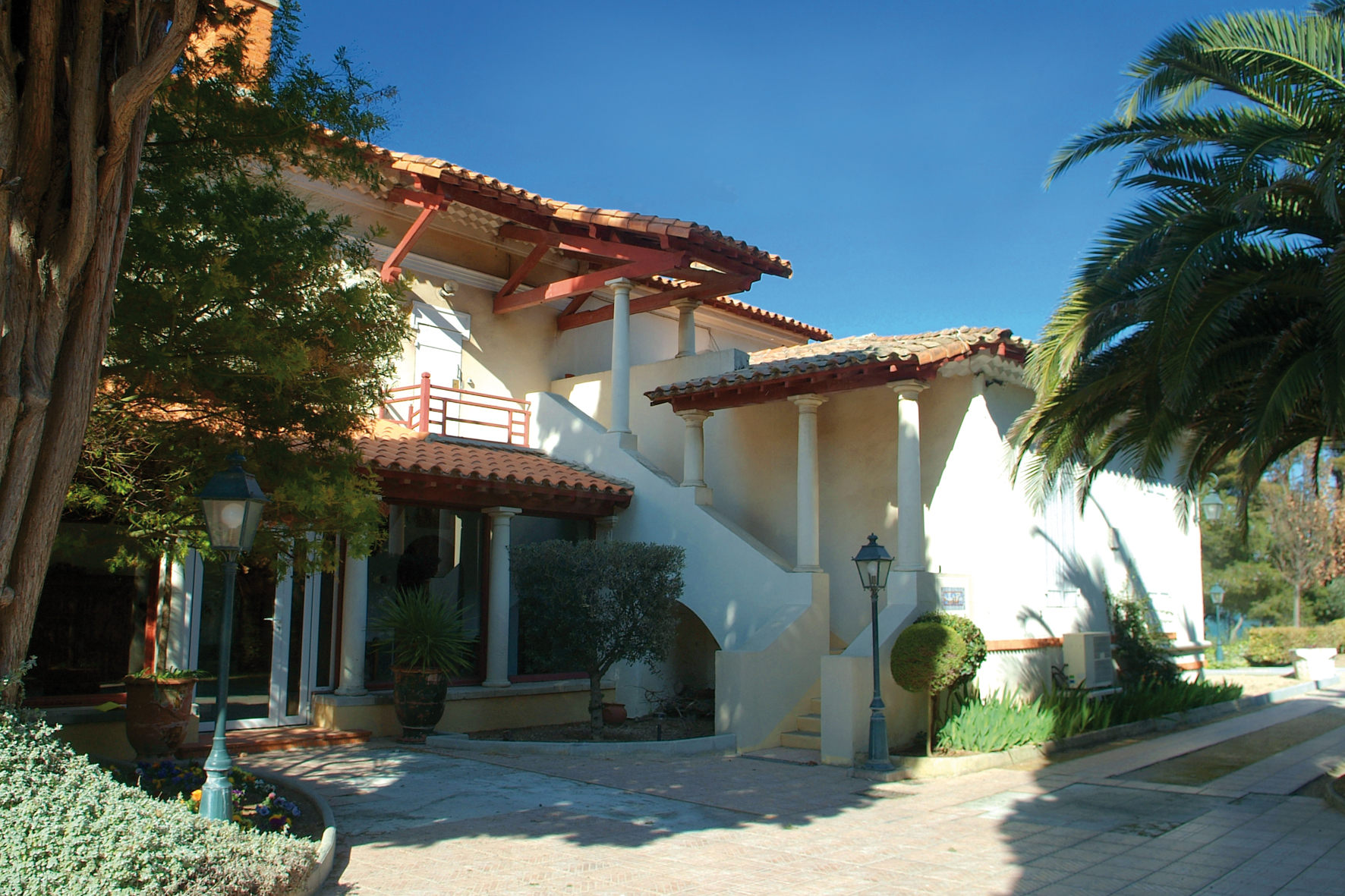
La villa Khariessa à Martigues.

En 1901, il acquiert une vaste propriété sur laquelle il fait construire une demeure, la villa Khariessa, qui deviendra tout à la fois son lieu de travail et un havre de réception pour ses amis.
En 1905, il épouse en secondes noces Joséphine Thérèse Bastin, née à Liège. Elle est une cantatrice de bonne renommée qui se produit au théâtre de la Monnaie à Bruxelles, ainsi que sur les scènes de France, notamment à Avignon où elle choisira de faire ses adieux. Tous deux mènent alors une vie sociale intense dans leur villa Khariessa où Henry Gérard reçoit ses amis, principalement des artistes ou des personnages de la bonne société.
Jusqu’à sa mort survenue le 12 août 1925, il ne cessera de peindre avec charme et une sensibilité pleine de volupté, les paysages ensoleillés et changeants de Martigues et de la Provence. Il est inhumé au cimetière de Terre-Cabade à Toulouse.

## Activités artistiques
Artiste aux multiples facettes, Henry Gérard a été illustrateur avant d’être peintre. Il s’est intéressé à la confection et la décoration de meubles, au repoussé sur cuir et à la reliure.
Peintre inclassable, il suit les évolutions picturales de son temps. Ses premières présentations aux Salons de l’Union artistique de Toulouse sont des paysages qui n’échappent pas à l’influence des impressionnistes. Ses natures mortes rappellent celles de Paul Cézanne. Pourtant lorsque l’opportunité se présente d’exposer ses toiles au Salon des artistes français à Paris, il revient à un style beaucoup plus classique.

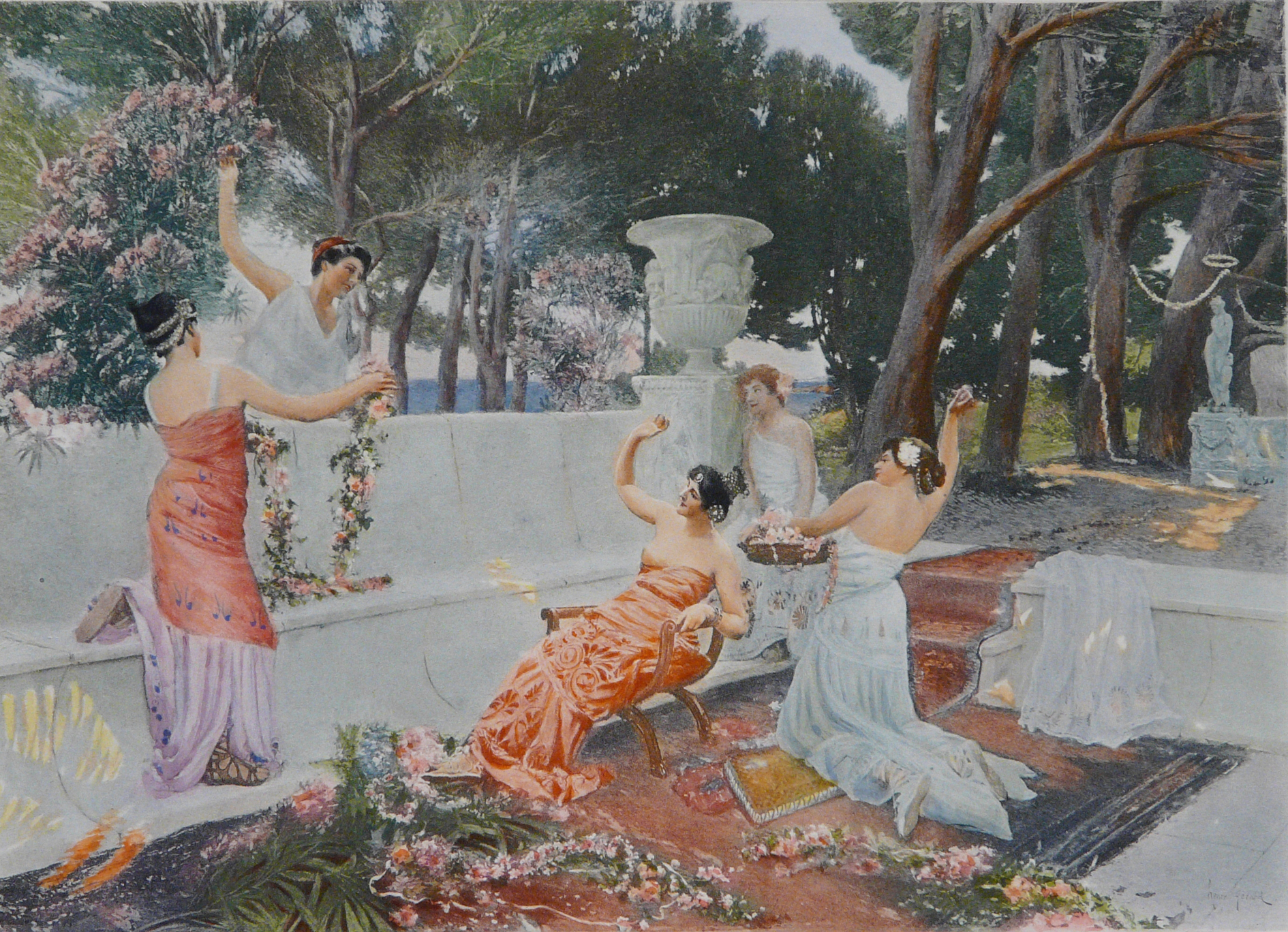
Henry Gérard, Veille des Aphrodisies (Salon des artistes français de 1904),

En cette fin de XIXe siècle, son ami Henri Martin exprime sa puissance créatrice dans de grandes compositions où se mêlent la narration poétique, les accents du symbolisme et la force de ses touches de peinture qui influencent Henry Gérard. Il se présente avec un réel succès au Salon des artistes français de 1904 avec des compositions néo-antiques peuplées de muses.

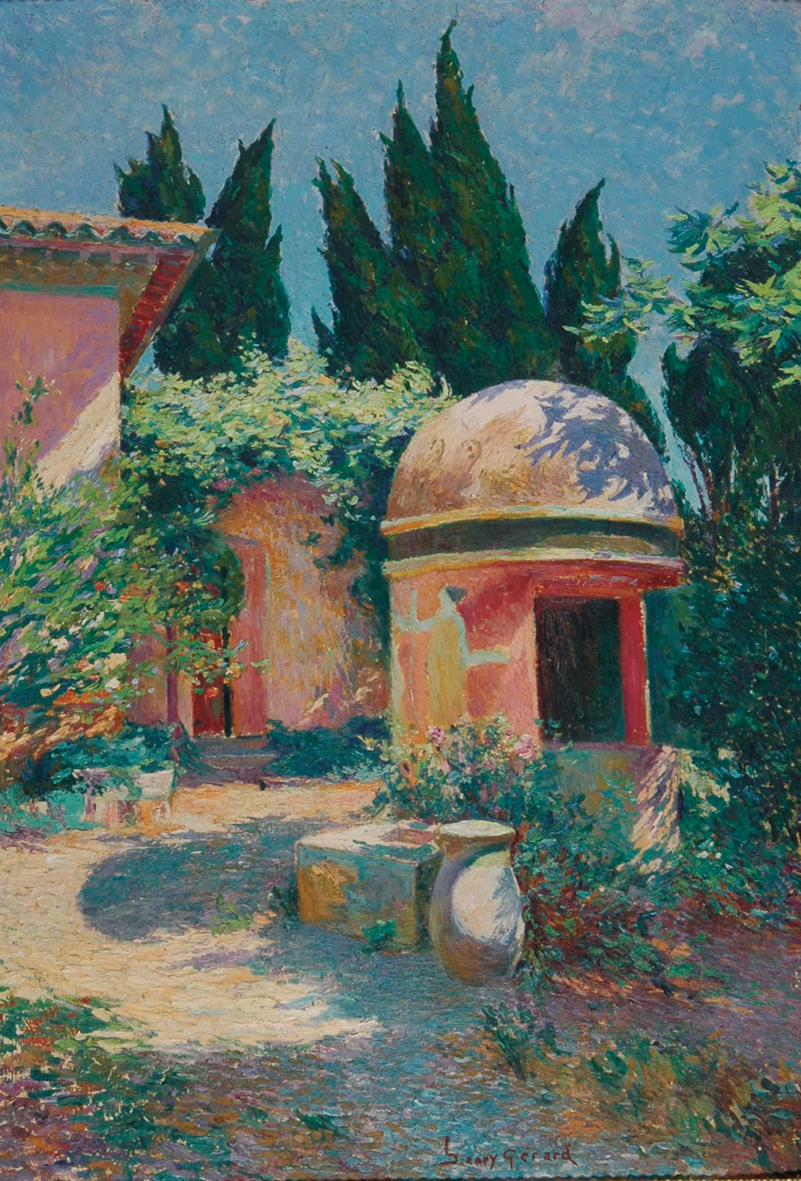
Henry Gérard, Puits provençal,

Avec la découverte de la Provence et son installation à Martigues sur les rives de l'étang de Berre, Henry Gérard va y puiser l’essentiel de son inspiration. Sa palette devient plus colorée, éblouissante de lumière, allant jusqu’à tendre vers une expression fauviste.

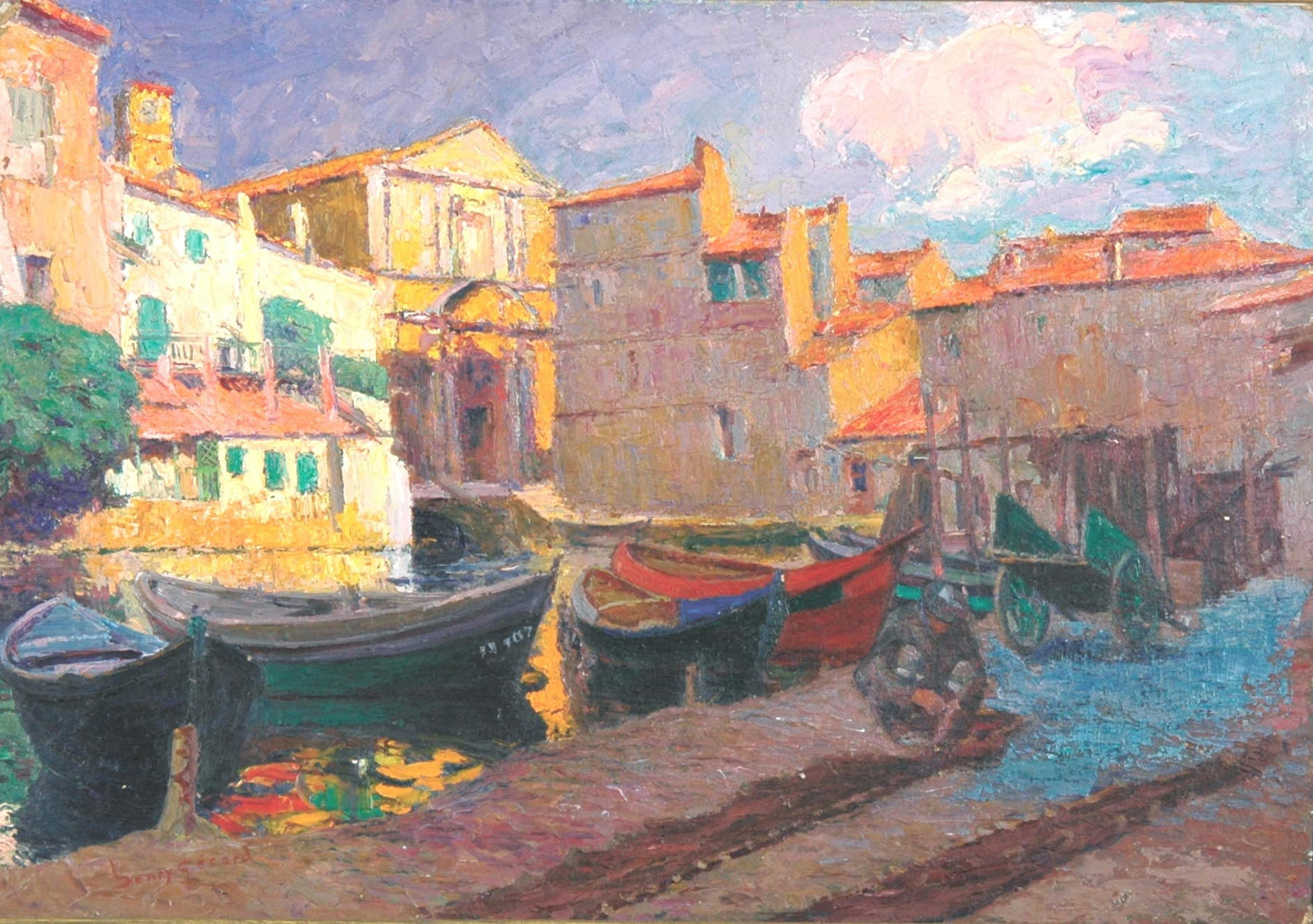
Henry Gérard Le Brescon aux Martigues

L’œuvre de Henry Gérard, bien que très personnelle et identifiable, suit les contours de la peinture de la fin du XIXe au début du XXe siècle. Il a pu suivre son instinct artistique, sans chercher de son vivant une quelconque reconnaissance ni matérielle ni honorifique.

## Réception critique
Les critiques d'art de l'époque ont toujours porté un regard positif sur l'œuvre de Henry Gérard. Le chroniqueur du Télégramme de Toulouse résume dans sa nécrologie en 1925 les caractéristiques de la peinture d'Henry Gérard : « Il rendait avec un grand charme, et un peu avec les techniques conjuguées d'Henri Martin et de Gervais, ces paysages harmonieux faits uniquement de fleurs, de solitude, et de lumière, et l'on sentait qu'un ravissement inlassé conduisait son pinceau fervent. »
Dès ses premiers tableaux, Henry Gérard attire l'attention : « Je ne sais si le mot d'impressionnisme est de mise ici, pour moi, je trouve que le peintre a saisi et fixé une impression très tentante et point banale ». « Voici la lumière qui nous revient éclatante avec M. Henry Gérard. Il nous conduit en Provence avec ses études si éblouissantes de lumière et si brûlantes de chaleur ». « C'est une belle page de poésie […] Sa large et délicieuse composition idéaliste […] Cet artiste au talent si attractif et si personnel ».
Des personnalités du monde artistique lui témoigne leur admiration, tel Marcel de Paredes : « C'était un artiste de grand talent amoureux de la lumière méridionale. Le Maître Henry Gérard avait une main exceptionnellement légère, une sûreté qui appartient à un homme qui avait habitué son œil à savoir saisir l'âme des choses ». Ou Louis Lacroix : « Je profite de l'occasion qui m'est offert pour vous féliciter de votre art fait de lumière et de joie dont je suis au Salon les manifestations brillantes ».

## Œuvres

### Peintures[19]
- L'Artiste et son modèle dans son atelier à Toulouse, 1896, collection La Côte-Saint-André.
- Veille des Aphrodisies, 1904 ou Bataille de fleurs.
- Les Baigneuses, 1907, Salon-de-Provence, château Armieux.
- Évocation, vers 1908, Martigues, musée Ziem.
- Pommes et faïences de Rouen, collection La Côte-Saint-André.
- L'Étang de Berre,  Martigues, collection Villa Khariessa.
- Martigues, le miroir aux oiseaux et pêcheur, collection La Côte-Saint-André.
- Un coin de jardin avec le puits, collection La Côte-Saint-André.
- Femme assise dans les jardins de Khariessa, collection privée (Belgique).
- La Terrasse à Khariessa, collection privée (France).
- Groupe de pins au soleil couchant, collection La Côte-Saint-André.
- Pins, collection La Côte-Saint-André.

Œuvres attribuées à Henry Gérard
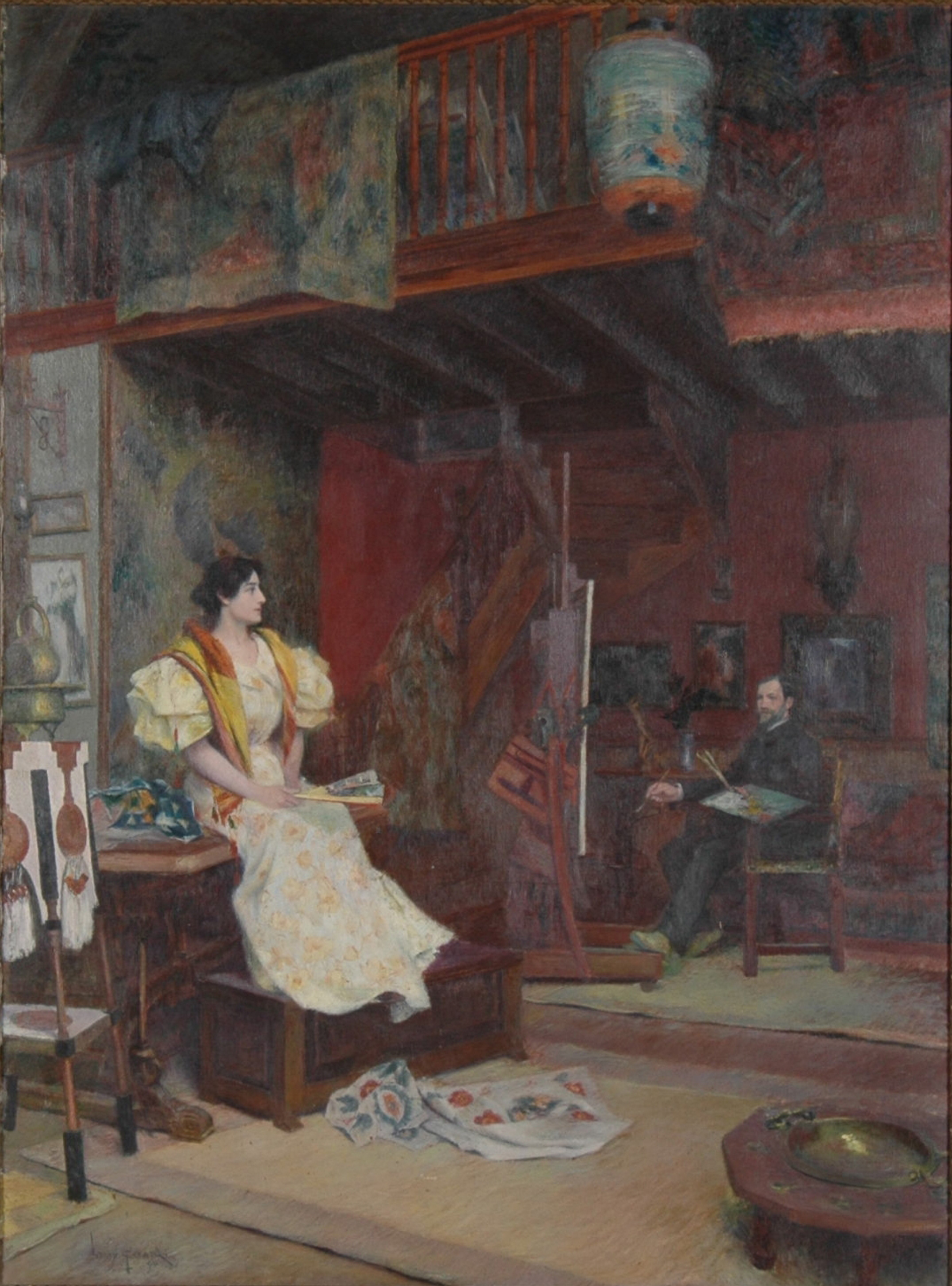
L'Artiste et son modèle
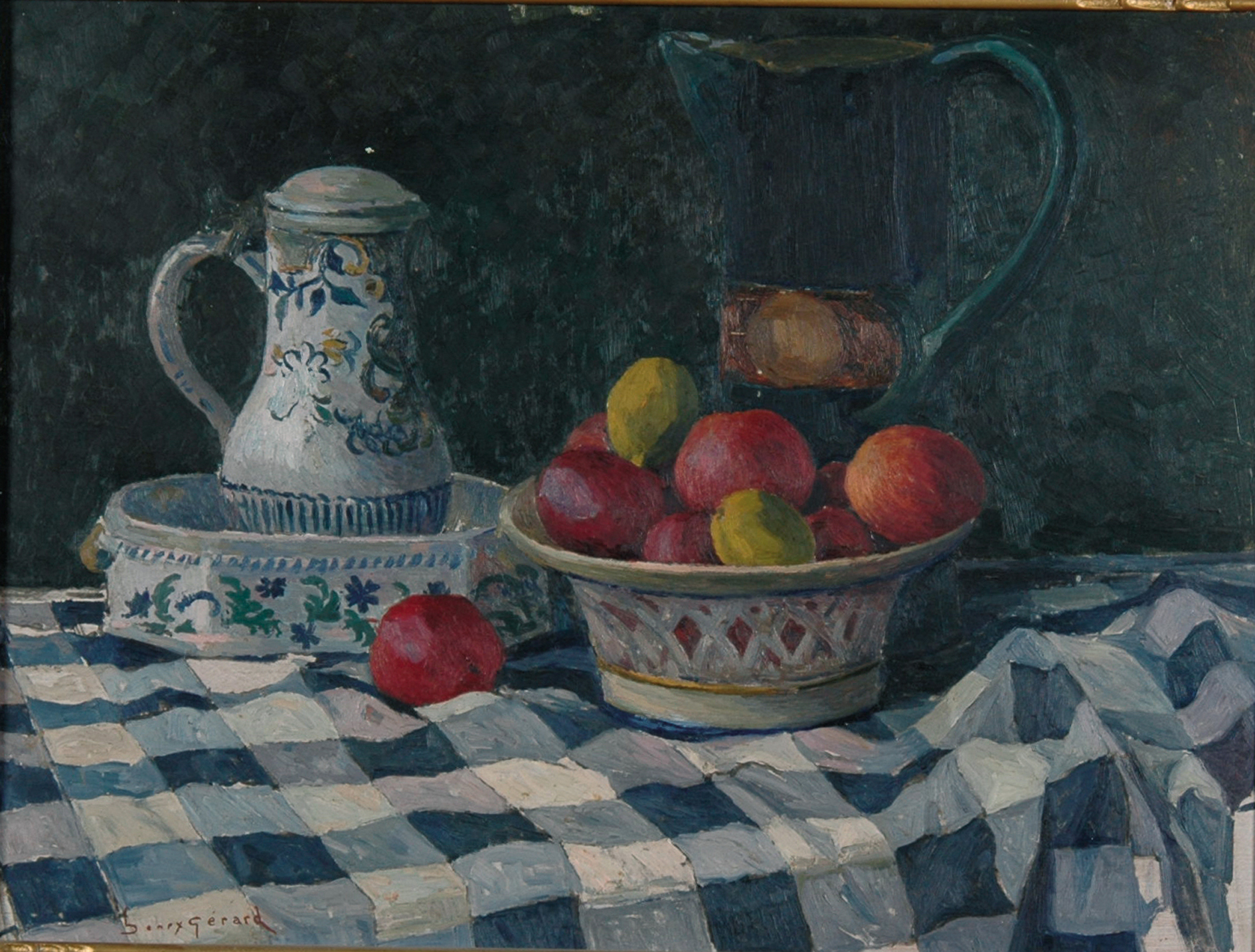
Pommes et faiences de Rouen
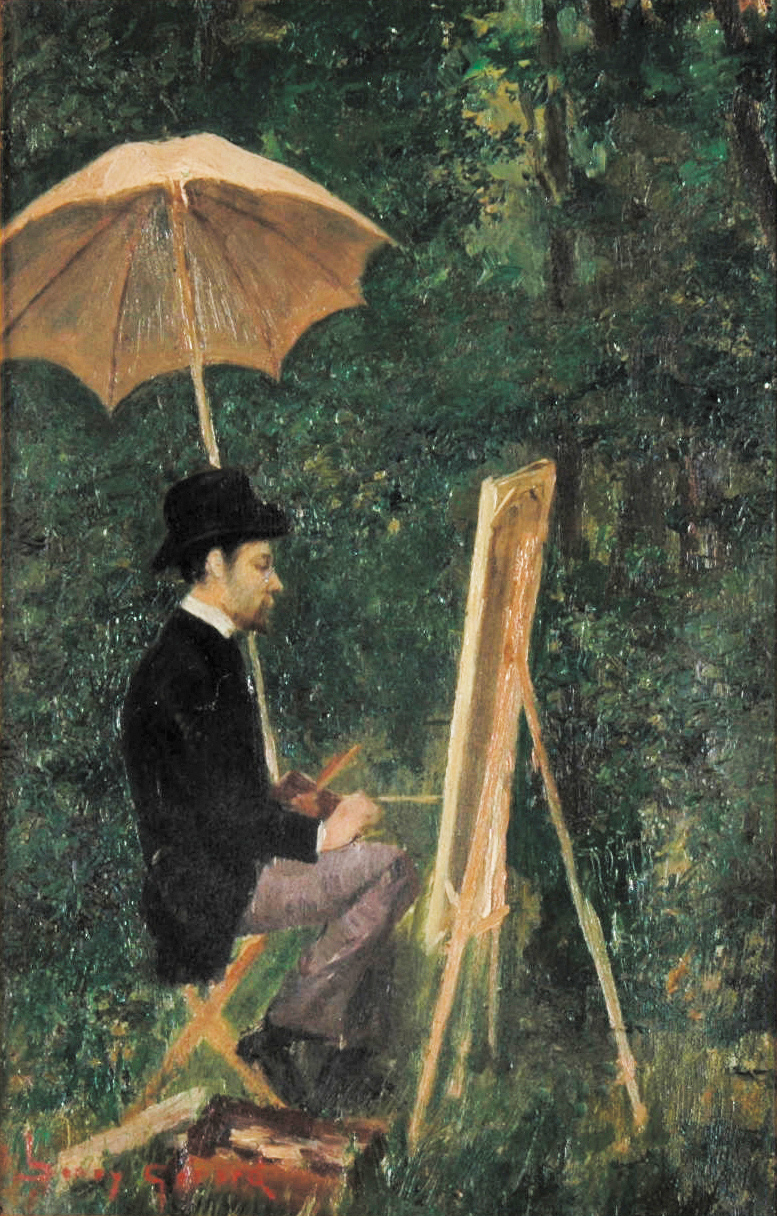
Portrait de Toulouse-Lautrec
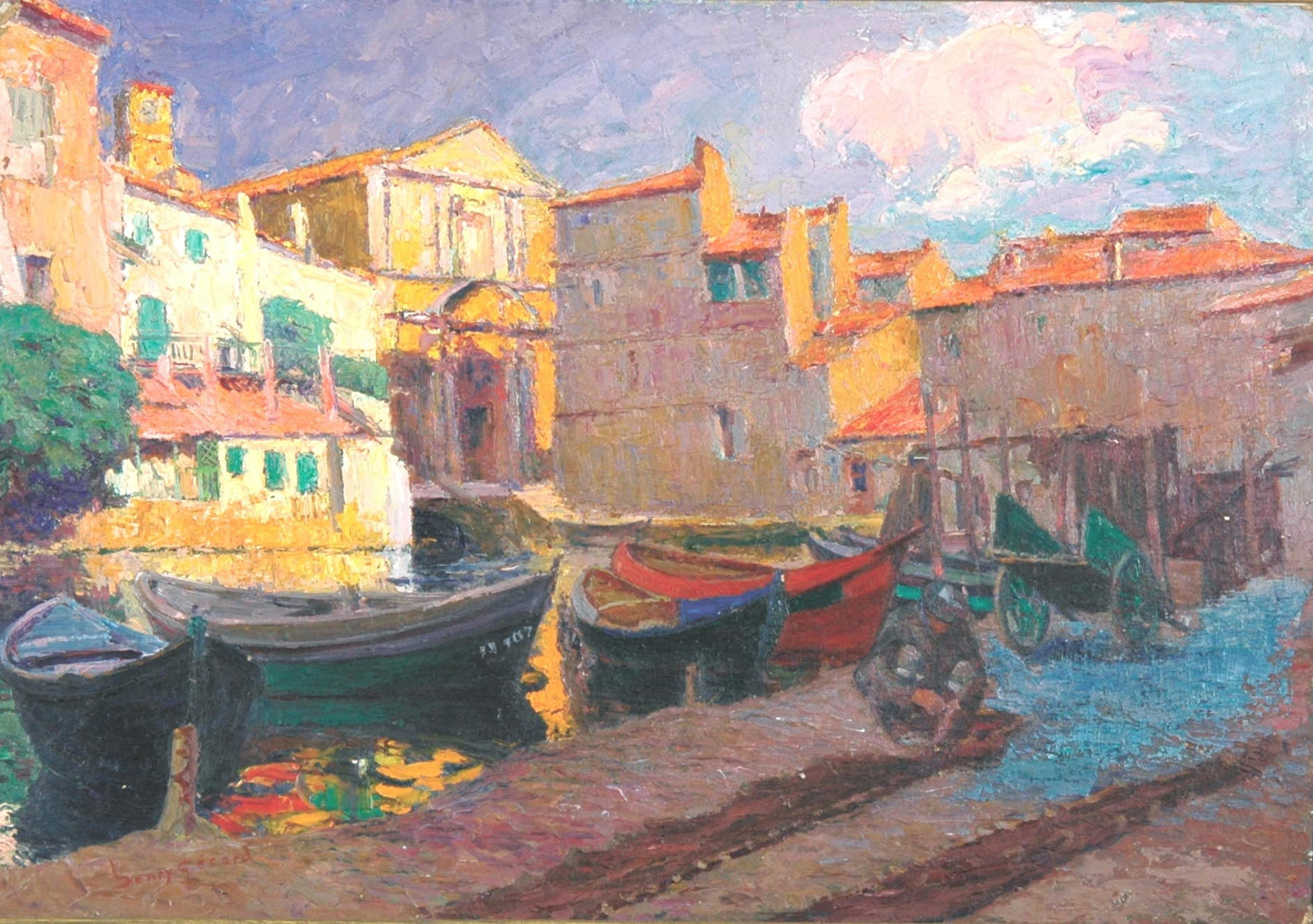
Miroir aux oiseaux à Martigues
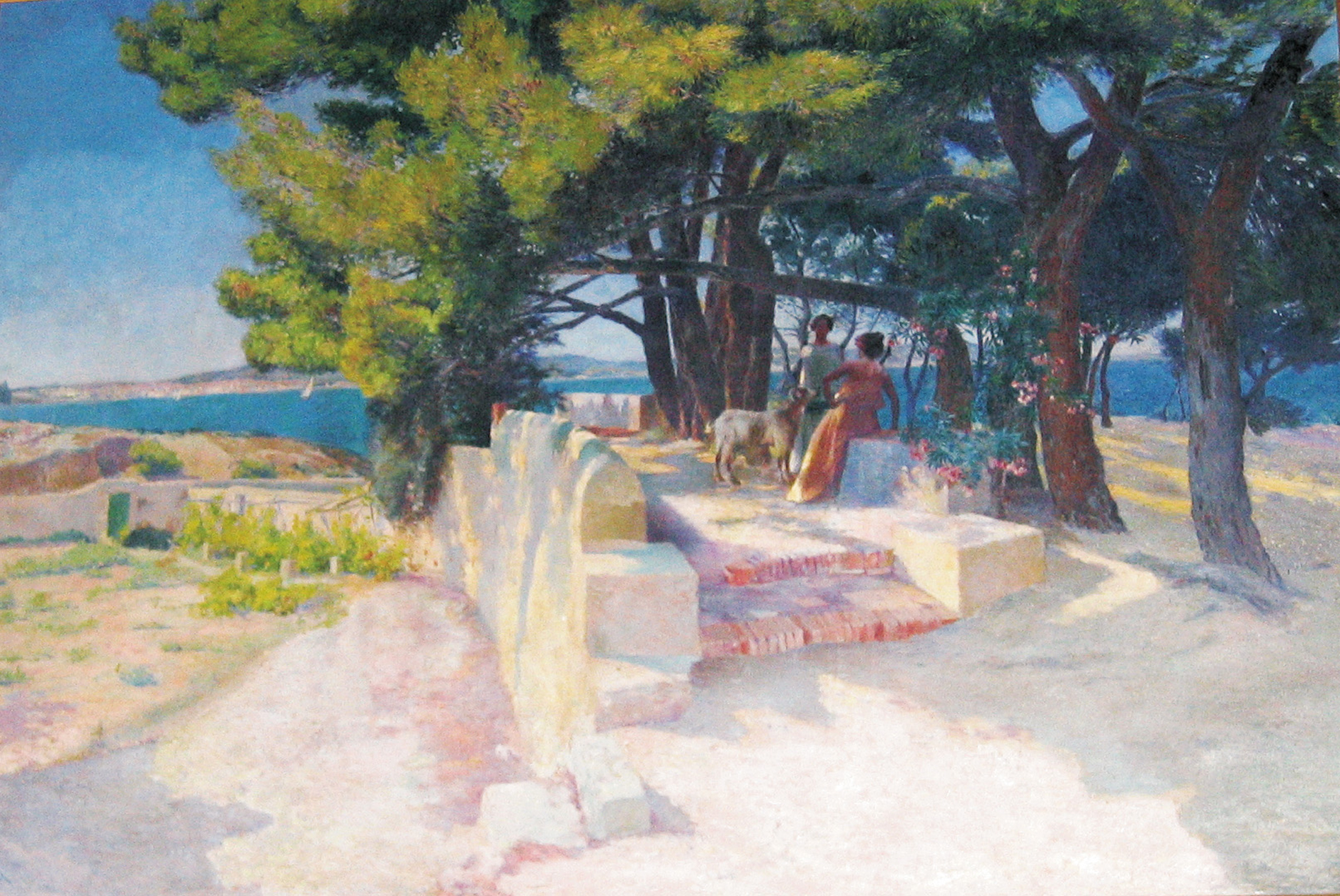
Jardins à Khariessa
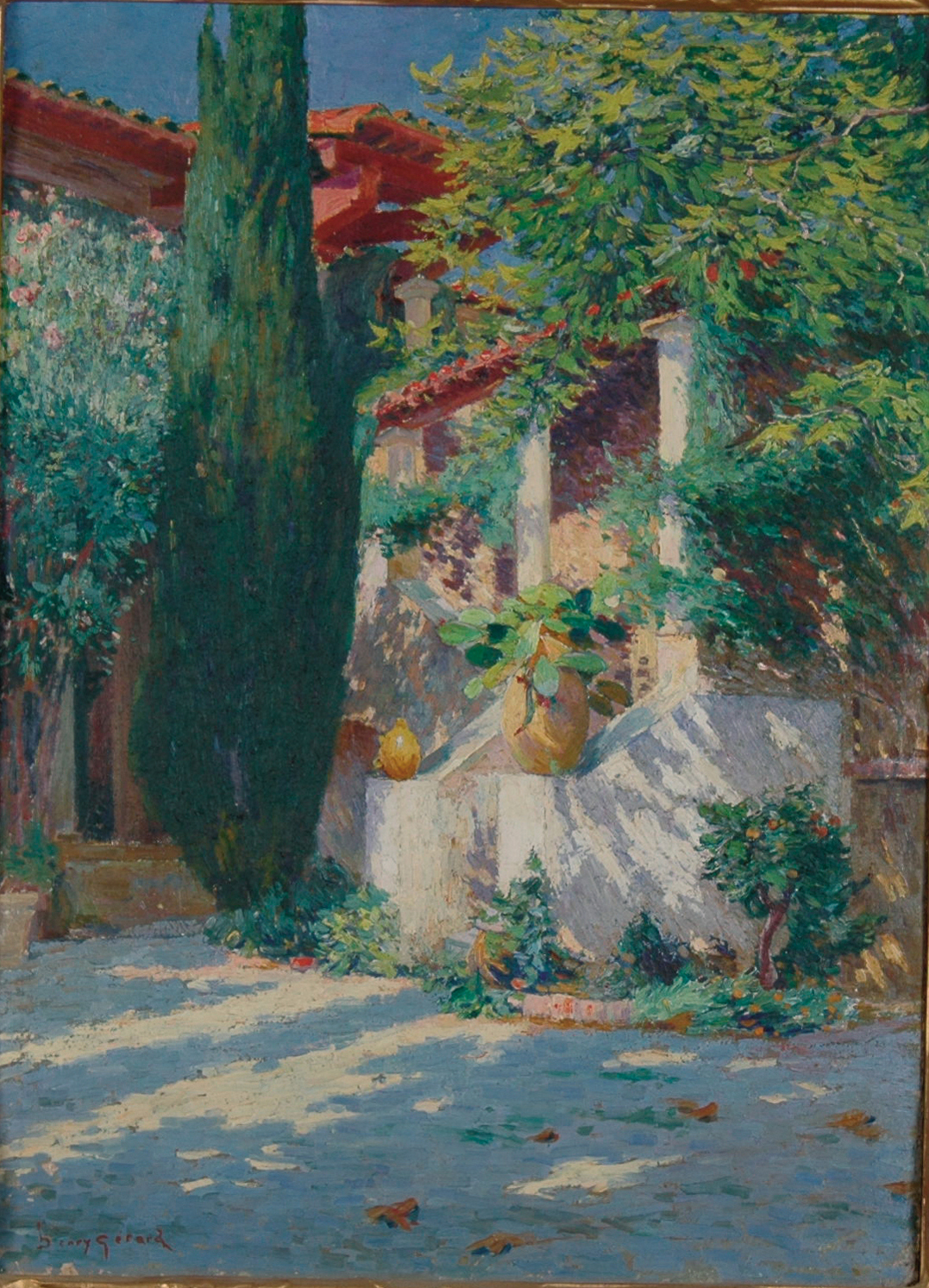
Terrasse à Khariessa
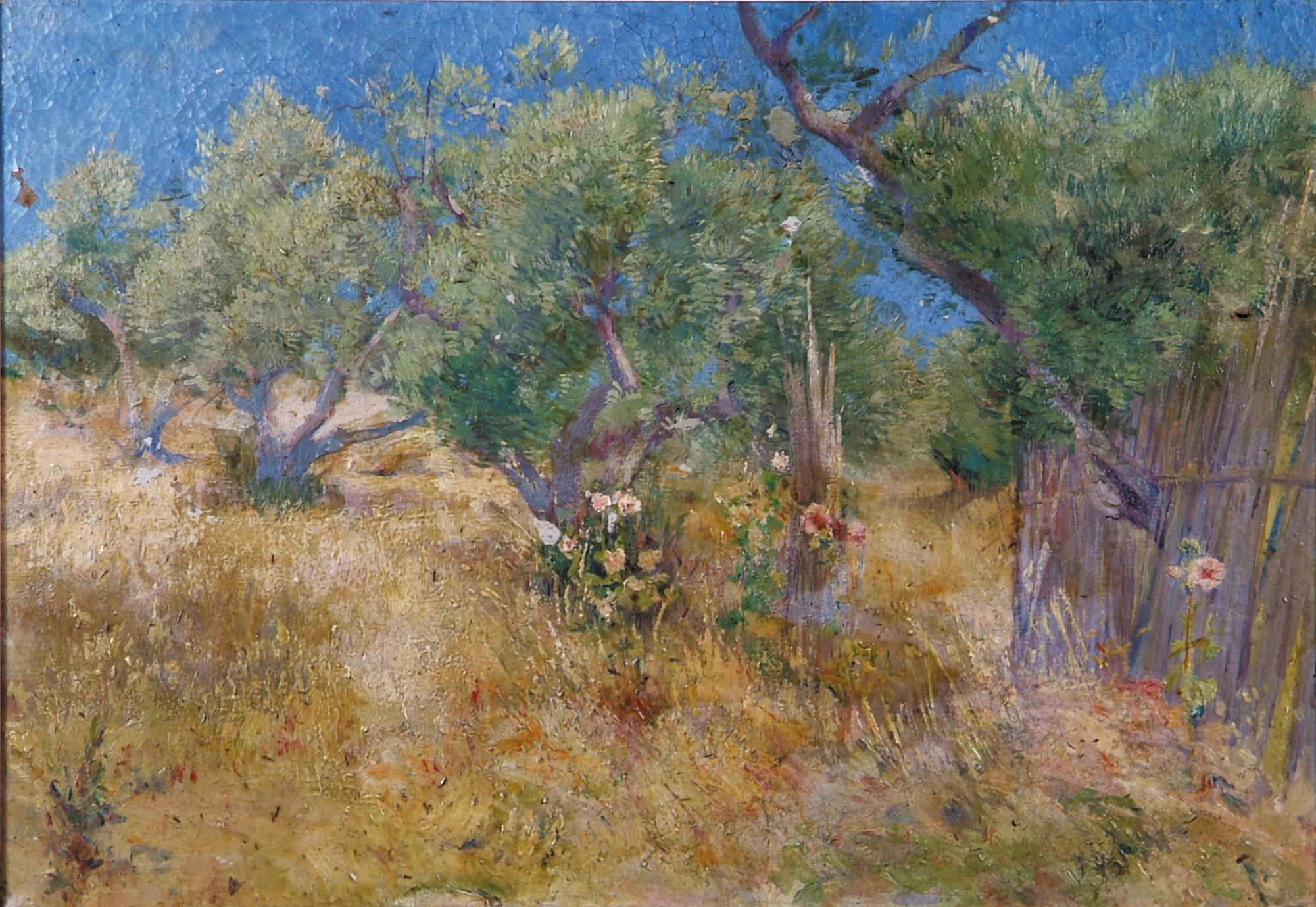
Les Oliviers
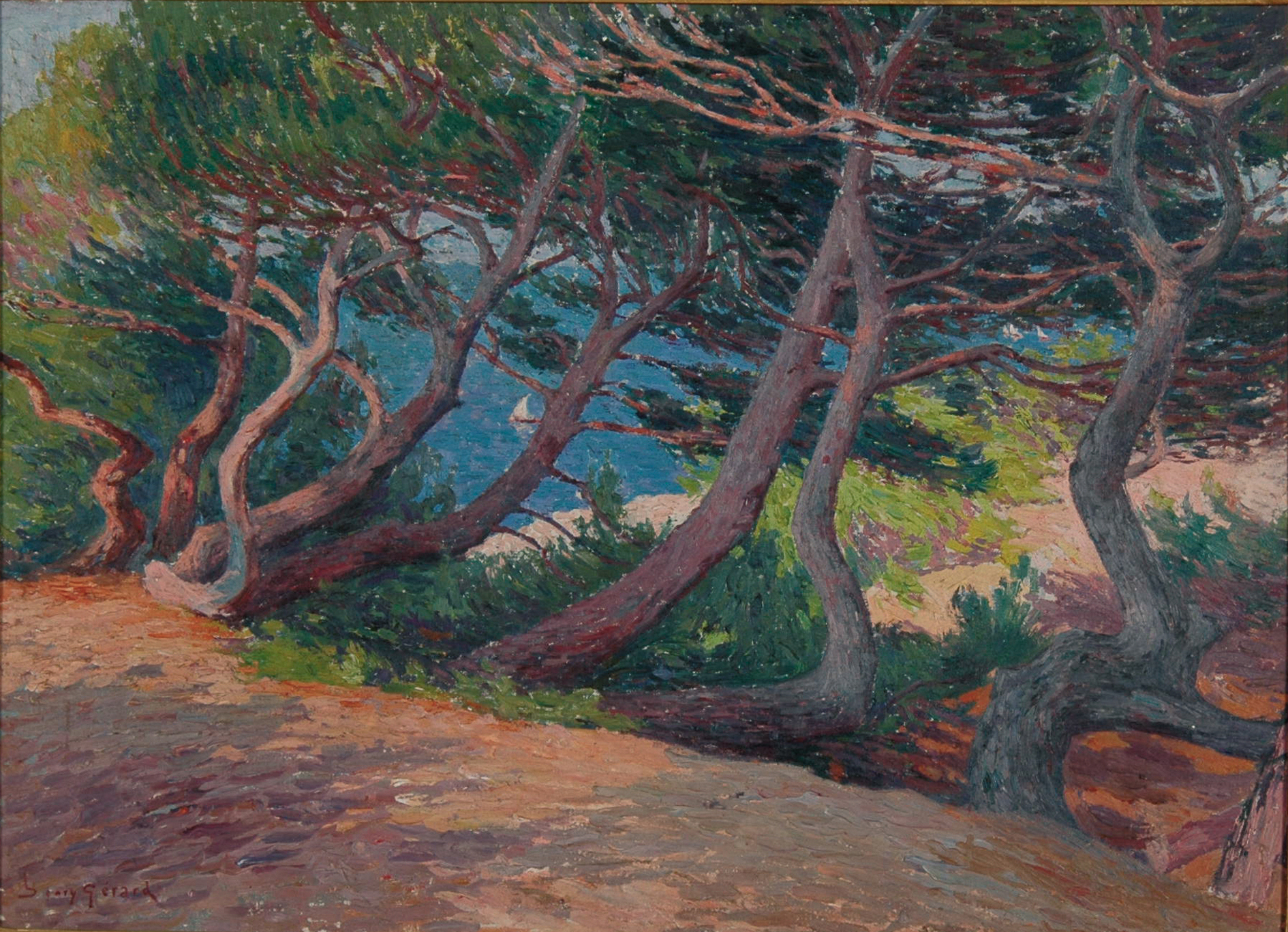
Pins au soleil couchant
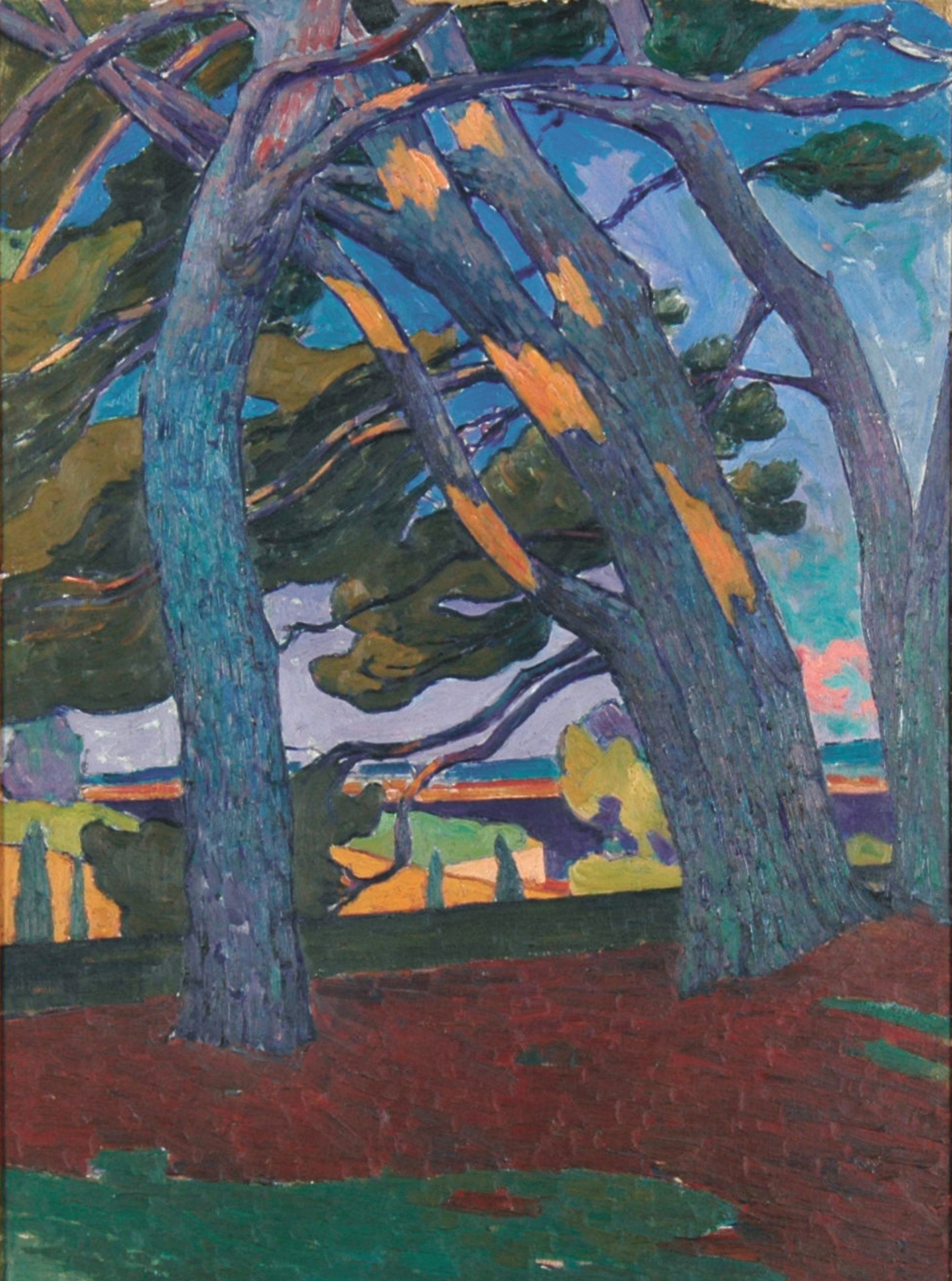
Pins sur l'étang de Berre

### Illustrations
- Henry Murger, Scènes de la vie de bohème, 34 illustrations, collection Association Les Amis de Henry Gérard.

### Reliures
- Traité méthodique de sciences occultes du Docteur Gérard Encausse dit Papus, vers 1891-1900[20], localisation inconnue.
- Les maîtres-chanteurs de Nürenberg, vers 1895-1900[20], localisation inconnue.
- L’anneau du Nibelung, 4 parties[20], localisation inconnue.

## Salons et expositions
- Union artistique de Toulouse : 1886, 1890, 1891, 1892, 1893, 1894, 1895, 1896, 1898, 1899, 1900.
- Salon des artistes français, Paris : 1896, 1897, 1899, 1904 (mention honorable), 1906, 1911.
- Atelier Henry Gérard, rue du Japon à Toulouse, 1899.
- Hall de La Dépêche de Toulouse, 1899.
- Salon de La Libre Esthétique, Bruxelles, 1901.
- Salon des artistes méridionaux : 1911, 1913, 1915.
- Exposition d'art moderne des artistes latins à Toulouse, 1921.
- Exposition Henry Gérard à Khariessa, villa Khariessa, Martigues, 2010.
- Exposition Lumières du Midi, salle de l’Aigalier, Martigues, 2015.
- Exposition Lumières du Midi, salle Jongkindt, La Côte-Saint-André, 2016.
- Exposition Les chemins du postimpressionnisme, musée du Pays Vaurais, Lavaur, 2017.
- Exposition Martigues vue par les peintres, Villa Khariessa, Martigues, 2017.
- Exposition Henry Gérard de retour à Khariessa, Villa Khariessa, Martigues, 2021.

## Entourage
S’il n’y a pas eu d’École de Toulouse au sens de l’inspiration artistique, il y a eu une réunion importante de talents individuels. Artistes de tempéraments divers, tous furent des amis de Henry Gérard et leur amitié devait lui rester fidèle.
- Edmond Yarz (1846-1921) : l’aîné, mais non le moins proche, il lui sert de maître. Excellent paysagiste, il expose au Salon des artistes français dès 1875 avant d’être consacré par une médaille d’argent à l’Exposition universelle de 1889. Il participe à la décoration du Capitole de Toulouse. Dès 1892, Yarz découvre les vues de Martigues et de la Provence qui traduisent sa quête de lumière. Il présente au Salon de 1898 une toile Pins et Tamaris qui dépeint les abords de la villa Khariessa de son ami Henry Gérard où il séjourne et travaille.
- Jean Rivière (1853-1924) : comme Edmond Yarz, il participe à l’exposition de 1899 rue du Japon à Toulouse. Mais c’est la sculpture qui lui donne sa notoriété ; il enseigne la sculpture ornementale à l'École des beaux-arts de Toulouse. Avec Henry Gérard il partage une longue et sincère amitié avec Henri Martin.
- Henri Rachou (1855-1944) : proche d'Henri de Toulouse-Lautrec, c’est grâce à lui qu'Henry Gérard exécute cette petite huile sur toile Toulouse-Lautrec au motif, représentant le maître à son chevalet. Elle est une réplique presque parfaite d’un portrait de Toulouse-Lautrec peint par Rachou. En 1903, il est co-directeur, avec Yarz, du musée des Augustins de Toulouse.
- Paul Gervais (1859-1944) : la salle des Mariages du Capitole de Toulouse porte son nom. Il en réalise la décoration avec des toiles de très grandes dimensions, des panneaux et des fresques au plafond. Il influencera Gérard dans ses options allégoriques, et en grand habitué du Salon des artistes français, il poussera Gérard à y participer. Il séjourne souvent à la villa Khariessa dont il fait plusieurs tableaux, les deux artistes partageant les mêmes thèmes.
- Henri Martin (1860-1943)[21] : il est sans doute l’ami le plus proche d'Henry Gérard, et celui qui connaîtra la plus grande notoriété. Grand prix de l'École des beaux-arts de Toulouse, il s'installe à Paris pour travailler dans l’atelier de Jean-Paul Laurens grâce à une bourse. Il expose au Salon des artistes français dès 1880 où il reçoit plusieurs honneurs. Il devient le peintre le plus recherché pour les décors des édifices publics. Il participe à la décoration du Capitole de Toulouse où l’ancienne salle des Pas Perdus porte son nom. Il influencera Henry Gérard dans sa période dominée par le symbolisme. Il a laissé un portrait de Gérard, en jeune homme, le visage fin et allongé souligné par un collier de barbe.
- François Gauzi (1862-1933) : il est surtout connu comme historiographe de Toulouse-Lautrec. Après avoir suivi l'École des beaux-arts de Toulouse, lui aussi s'installe à Paris et rejoint Rachou. De retour à Toulouse, il travaille avec les Artistes méridionaux, où il retrouve Gérard.
- Jean Diffre (1864-1921) : d’origine savoyarde, il s’installe à Toulouse pas très loin du domicile d'Henry Gérard. Il peint deux portraits de son ami. Le premier donne une image d’un Gérard assez dandy, moustache effilée et cigare aux doigts, celle d’un homme en pleine maturité et sûr de lui. Le second représente Gérard à un âge plus avancé, coiffé d’un chapeau, vêtu d’une veste de peintre et le cigare porté aux lèvres. L’image de notable a fait place à celle d’un peintre de l’époque.

Après son installation à Martigues, les amis toulousains d'Henry Gérard séjourneront souvent à la villa Khariessa et conserveront des relations d’amitié. Mais c’est un peintre d’origine génoise, établi à Marseille qui deviendra l’ami le plus proche d'Henry Gérard.
- David Dellepiane (1866-1932)[22] : élève de l'École des beaux-arts de Marseille, il voulait être sculpteur. C’est pourtant vers la peinture qu’il se dirige et se spécialise à ses débuts dans les portraits. Il peint Martigues et la Provence. À Paris, il se forme à l’art lithographique et réalisera de nombreuses affiches. Il laissera sa trace comme « Imagier des santons » en exprimant son goût pour l’estompe japonaise et sa vision d’une Provence pastorale. Les deux hommes se sont peut-être rencontrés dans ce cercle artistique que l’on connaît à Marseille sous le nom de Cénacle formé autour de Marcel Arnaud et Valère Bernard. L’attirance de la culture provençale les a sans doute rapprochés. Henry Gérard, dont le cercle social était très large, s’était lié avec un riche négociant en savon de Salon-de-Provence, Edmond Armieux. Lorsque ce dernier entreprend la construction de son château, il fait appel à Gérard qui réalise deux grands tableaux à cet effet. Dellepiane décore la coupole du grand salon et peint le portrait des propriétaires.